# Hoštice (Vodochody)
Hoštice jsou vesnice ležící ve Středočeském kraji, v okrese Praha-východ a spadají pod obec Vodochody, se kterou na západě těsně sousedí.

## Historie
Hoštice byly dříve samostatnou obcí, ale v roce 1960 byly spojeny s obcí Vodochody a od té doby jsou její místní částí.

## Pamětihodnosti
- Zvonička s blízkým křížkem.

## Současnost
- V tuto chvíli se našly peníze na opravy vesnice včetně silnice a lepšího stavu vesnice pro obyvatelstvo.